# أدريانا فيلاغوش
أدريانا فيلاغوش (بالسيريلية الصربية: Адриана Вилагош؛ بالمجرية: Világos Adriana؛ من مواليد 2 يناير 2004) هي لاعبة ألعاب قوى صربية متخصصة في رمي الرمح. وفي سن الثامنة عشرة، فازت بالميدالية الفضية في بطولة أوروبا لألعاب القوى 2022، لتصبح أصغر فائزة بميدالية أوروبية على الإطلاق في حدث الرمي قبل عام واحد، أصبحت أدريانا بطلة العالم تحت 20 عامًا لأول مرة وحصلت على الميدالية الفضية في بطولة أوروبا تحت 20 عامًا، ودافعت بنجاح عن لقبها في بطولة العالم تحت 20 عامًا في عام 2022 وحطمت الأرقام القياسية للبطولة وأوروبا تحت 20 عامًا في هذه العملية.